# 1927 no desporto

## Eventos

### Automobilismo
- 30 de maio - George Souders vence as 500 Milhas de Indianápolis. O americano é o quinto estreante a vencer a tradicional prova.[1]

### Futebol
- 12 de junho - É fundado o Clube Atlético Linense, clube de futebol do Estado de São Paulo.
- 22 de julho - É fundada a Associazione Sportiva Roma.
- 7 de setembro - O Internacional vence o Grêmio Bagé por 3 a 1, no Estádio da Baixada, Porto Alegre, e torna-se campeão gaúcho pela primeira vez.[2][3]
- 25 de dezembro - Fundação do Nacional Atlético Clube, time de futebol da cidade de Muriaé, Minas Gerais.

### Xadrez
- 19 de fevereiro a 23 de março - Torneio de xadrez de Nova Iorque de 1927, vencido por José Raul Capablanca.[4]

## Nascimentos
| Data           | Nome                      | Profissão                      | Nacionalidade     | Observações | Ref    |
| -------------- | ------------------------- | ------------------------------ | ----------------- | ----------- | ------ |
| 10 de março    | Jupp Derwall              | jogador e treinador de futebol | Alemanha          | m. 2007     | [ 5 ]  |
| 15 de março    | Yoshihide Shinzato        | mestre de caratê               | Japão             | m. 2008     | [ 6 ]  |
| 2 de abril     | Ferenc Puskás             | futebolista                    | Hungria           | m. 2006     | [ 7 ]  |
| 20 de abril    | Phil Hill                 | piloto de Fórmula 1            | Estados Unidos    | m. 2008     | [ 8 ]  |
| 24 de abril    | Josy Barthel              | atleta, meio-fundista          | Luxemburgo        | m. 1992     | [ 9 ]  |
| 10 de junho    | László Kubala             | jogador e treinador de futebol | Hungria / Espanha | m. 2002     | [ 10 ] |
| 12 de agosto   | Bobby Kirk                | futebolista                    | Escócia           | m. 2010     | [ 11 ] |
| 13 de agosto   | László Nagy               | patinador artístico            | Hungria           | m. 2005     | [ 12 ] |
| 4 de setembro  | Peter Kennedy             | patinador artístico            | Estados Unidos    |             |        |
| 26 de setembro | Enzo Bearzot              | jogador e treinador de futebol | Itália            | m. 2010     | [ 13 ] |
| 29 de setembro | Adhemar Ferreira da Silva | atleta, triplo saltador        | Brasil            | m. 2001     | [ 14 ] |
| 27 de novembro | Castilho                  | futebolista                    | Brasil            | m. 1987     | [ 15 ] |

## Mortes
| Data          | Nome           | Profissão  | Nacionalidade | Observações | Ref |
| ------------- | -------------- | ---------- | ------------- | ----------- | --- |
| 15 de janeiro | Dawid Janowski | enxadrista | Polônia       | n. 1868     |     |